# Owston Ferry
Owston Ferry – wieś w Anglii, w hrabstwie ceremonialnym Lincolnshire, w dystrykcie (unitary authority) North Lincolnshire. Leży 34 km na północny zachód od Lincoln i 226 km na północ od Londynu.
W 2001 miejscowość liczyła 1128 mieszkańców.